# 明Teens
明Teens是明報旗下一份副刊類，逢星期三隨明報校園版附送，雜誌以半版印刷。雜誌的記者為明報校園記者計劃中的傳媒Teen使和明報記者。

## 內容
雜誌以年輕人為主，內容包括人物專訪，生活話題，電影，心理測驗及音樂等。雜誌亦有邀請不同作家為其寫作專欄，例如電台節目主持李慧雅、作家朱佩君等。